# Partit Comunista de Macedònia (1992)
El Partit Comunista de Macedònia (en macedoni Комунистичката партија на Македонија) és un partit comunista de Macedònia del Nord fundat al 1992.
El PKM reivindica la continuació històrica de la Lliga dels Comunistes de Macedònia, la branca nacional del CKJ iugoslau, i defensa "l'establiment de la bona vida que l'home macedoni tenia durant el socialisme, en comparació amb l'actual".
Va ser eliminat del registre a causa de la baixa afiliació el 2007, però continua actiu i participa a la Trobada Internacional de Partits Comunistes i Obrers. El 2015, va ser un dels tres principals creadors, juntament amb el Moviment per la Justícia Social "Lenka" i el Moviment d'Esquerra "Solidaritat", de la formació del nou partit polític Levica. Aquesta coalició va guanyar posteriorment 2 escons a les eleccions parlamentàries de Macedònia del Nord de 2020, a més de 49 regidors al 2021, incloent 4 a la capital de Skopje.